# 効率性
経済学において、効率性（こうりつせい）とは、資源・財の配分について無駄のないことを意味する。

## 効率性の持つ側面
配分の無駄のなさには様々な側面がある。例えば、原料の木材チップ3t（トン）と外部から購入するエネルギー500kcal（キロカロリー）とを投入して、1tの紙を生成する技術があるとする。このとき、薬品や工場設備や労働といった他の投入物の量を一定として、木材チップ3tに購入エネルギー1,000kcalを投入してもやはり1tの紙しか作ることができない場合、その方法は明らかに無駄があり、非効率的といえる。それに対して、エネルギーを2,000kcal消費するが、木材チップ1.5tを投入するだけで1tの紙を生成する技術は非効率的とはいえない。木材チップを1.5tしか投入しないという条件で、エネルギーを最も少なく使う技術であるかもしれないからである。このような、紙1tを作るために必要な最小のエネルギーと木材チップとの投入量の組み合わせが連続的に存在すると考えてそれを結んだ軌跡を、等量曲線と呼ぶ。等力曲線上の点は効率的な生産を表しており、それよりも右上に位置する点は、生産量が同一であれば、非効率的な生産を表している。これは効率性の1つの側面を示している。

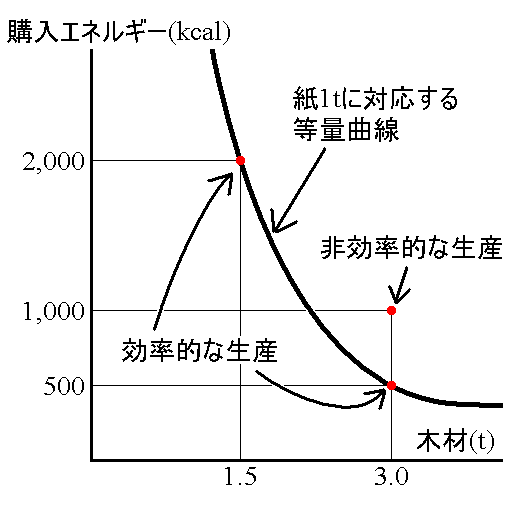
等量曲線

次に、木材とエネルギーとを投入すれば、紙ではなく鉛筆を作ることもできる。投入できる木材とエネルギーの量に限りがあるとき、鉛筆を余計に作ろうとすれば、紙の生産を犠牲にしなければならない。一定の木材とエネルギーの投入量の制約の下で最大限に生産できる紙と鉛筆の数量の間には、生産可能性フロンティアと呼ばれる関係が成立している。生産が生産可能性フロンティアの上で行われていれば、ある財の生産を増やそうとすれば、他の財の生産を減らさなければならないという意味で、生産は効率的である。生産が生産可能性フロンティアの上で行われていなければ、そこには資源利用における無駄が存在する。その無駄をなくすためには、ある資源と別の資源との限界代替率が、資源のあらゆる用途にわたって等しくなる必要がある。

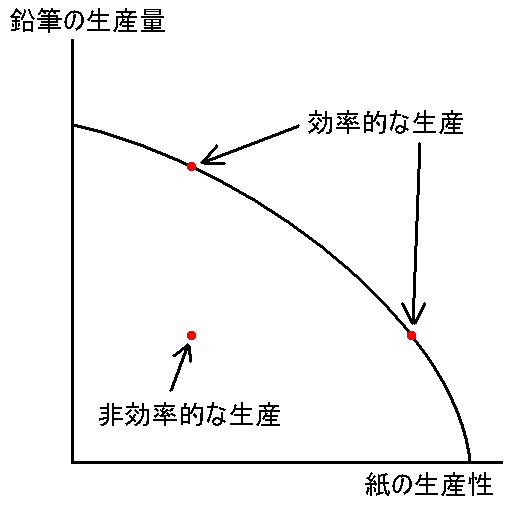
生産可能性フロンティア

しかし、生産が生産可能性フロンティア上で行われていたとしても、生産される財が、消費者の望むだけの数量で生産されていなければ、限られた資源を振り向ける先を変更することによって、消費者の満足を引き上げる余地がある。このようなパレート最適な状態（誰かの満足を引き下げることなくして誰の満足をも引き上げることができない状態）は、消費者の選好における諸財の間の限界代替率が、すべての消費者にわたって等しいことを必要とする。すべての財・資源に市場が存在して、競争均衡が成立しているならば、均衡における資源配分は必ずパレート最適であるという命題が成立する（厚生経済学の基本定理）。しかし、パレート最適な配分の状態は無数にあり、それらには分配の違いが対応している。